# 温迪·怀兰
温迪·怀兰（英語：Wendy Wyland，1964年11月25日—2003年9月27日），美国女子跳水运动员。她曾代表美国参加1984年夏季奥林匹克运动会跳水比赛，获得一枚铜牌。她也曾在1982年世界游泳锦标赛上获得一枚金牌。